# Kangasjoki (vattendrag, lat 63,28, long 26,25)
Kangasjoki är ett vattendrag i Finland. Det ligger i Keiteles kommun i landskapet Norra Savolax, 400 km norr om huvudstaden Helsingfors.